# James McColl
Pour les articles homonymes, voir McColl.
Ne doit pas être confondu avec Jimmy McColl.
James Hiers McColl, né le 31 janvier 1844 à South Shields et mort le 20 février 1929 à Melbourne, est un homme politique australien.

## Biographie
Il naît en Angleterre ; sa famille émigre en Australie alors qu'il est enfant, en 1853, mais sa mère meurt durant le voyage. Scolarisé à Bendigo, il quitte l'école pour travailler comme employé d'un grand magasin, puis commence un apprentissage dans une fonderie. En 1873 il devient le co-directeur d'une compagnie d'assurance fondée par son père.
En 1886 il est élu député de Mandurang (en) à l'Assemblée législative du Victoria. Il y promeut de grands plans d'irrigation mais aussi l'aridoculture pour rendre fertile et habitable une plus grande partie du territoire du Victoria, et de janvier 1893 à septembre 1894 il est le ministre des Mines et de l'Approvisionnement en Eau dans le gouvernement victorien de James Patterson (en). Il est ensuite ministre des Forêts et président du Comité aux Terres et aux Travaux publics dans le gouvernement d'Allan McLean, de décembre 1899 à novembre 1900.
Il remporte la circonscription d'Echuca pour le Parti protectionniste aux premières élections fédérales en 1901, et entre ainsi à la Chambre des représentants d'Australie, qu'il quitte pour le Sénat aux élections de 1906. De juin 1913 à septembre 1914 il est le vice-président du Conseil exécutif fédéral dans l'éphémère gouvernement de Joseph Cook. Il est battu aux élections de 1914 et son fils Hugh est tué en France durant la Première Guerre mondiale. Il quitte la politique et s'installe sur une propriété rurale à Gunbower. Il meurt en 1929 à l'âge de 85 ans.